# Waldorf Astoria Édimbourg - The Caledonian
Waldorf Astoria Edimbourg - The Caledonian, est un hôtel d'Édimbourg, en Écosse. Ouvert en décembre 1903, il est un exemple d'un grand hôtel de chemin de fer, anciennement appelé Le Caledonian Hotel, et surnommé "The Caley'.
Il se trouve à l'extrémité ouest de la rue Princes Street, et est un bâtiment classé de catégorie A.

## Construction

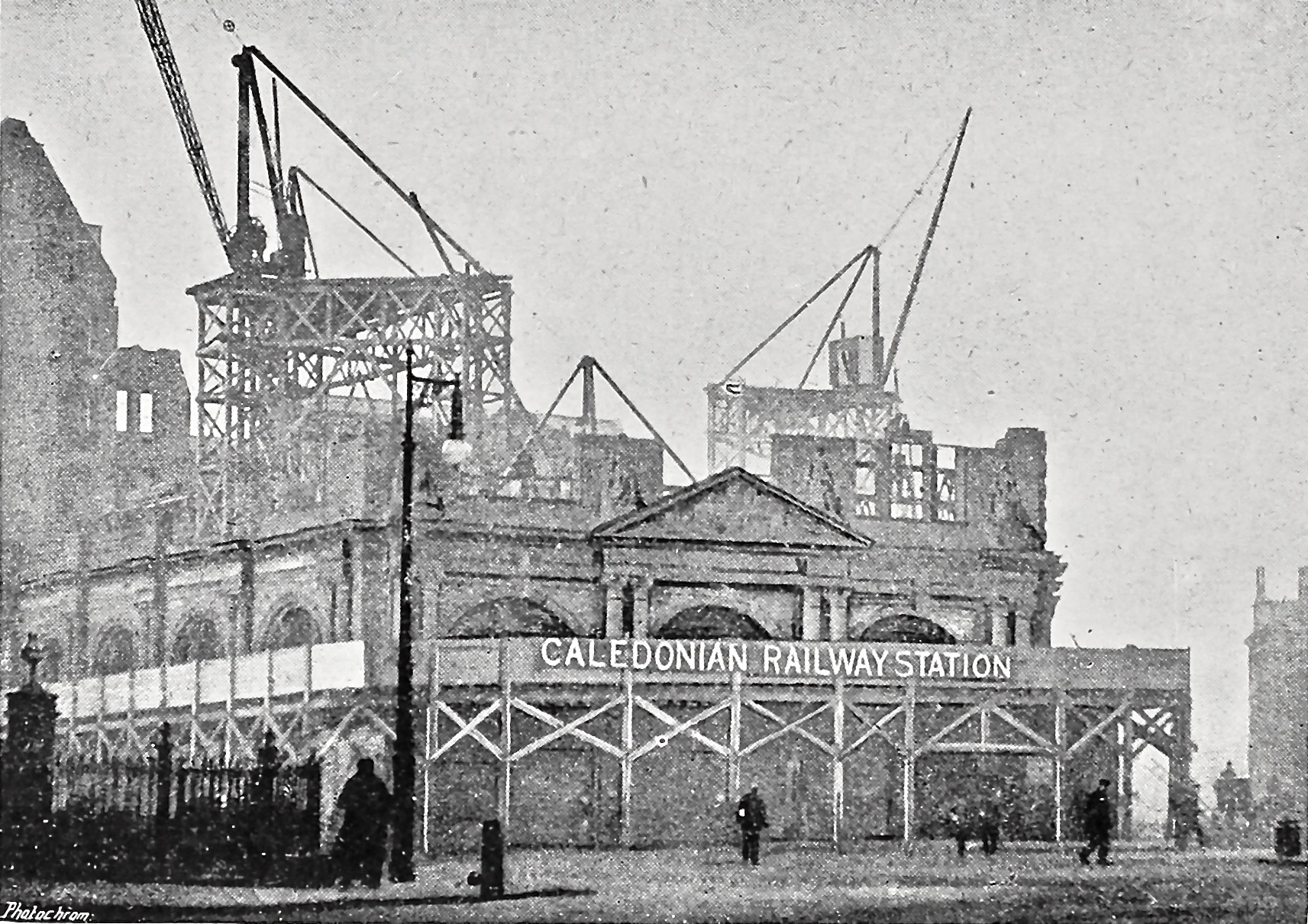
L'hôtel en cours de construction

Le Caledonian Hotel a été construit de 1899 à 1903, il faisait partie de la gare de Caledonian Railway's Edinburgh Princes Street. C'était un rival de la North  British Railway, qui avait ouvert à l'autre extrémité de la rue Princes Street , en 1902. L'hôtel a été construit en pierre, en forme de V, près de la gare construite récemment en remplacement de la précédente gare en bois, endommagée par un incendie en juin 1890.
Lors de sa construction, l'hôtel avait 205 chambres avec une décoration dans le style Louis XV. Les grandes arches à l'avant de l'hôtel permettaient également d'accéder à la gare de chemin de fer. Le grès rouge de la façade était un symbole de la ville tout au long de l'histoire de l'hôtel.
En 1965, la gare de Princes Street a été fermée, et démolie en 1970. Cela a fourni l'espace pour agrandir l'hôtel. Les portes en fonte à l'entrée d'un parking dans Rutland Street sont le seul vestige de la gare en dehors de l'hôtel. L'horloge originale de la gare, datant d'avant l'incendie de 1890, a été conservée dans l'hôtel.

## Rénovation
The Caledonian a été acheté par la chaîne Hilton en 2000. Après une rénovation de £24 millions en 2011, l'hôtel est devenu un phare de la marque de luxe Waldorf Astoria. Lors de la rénovation, l'hôtel avait 241 chambres. Les projets de remise à neuf ont compris l'ajout et l'amélioration des espaces publics, des chambres, un spa et un restaurant. Le hall original de la gare et la salle de vente ont été couverts afin de servir de bar-salon, nommé Peacock Alley, qui intègre l'horloge de la gare.
Le restaurant de l'hôtel est nommé La Pompadour. Il sert des plats d'influence française et est supervisé par les doubles étoilés au guide Michelin chefs Chris et Jeff Galvin.
Le bar, connu sous le nom Caley Bar, sert au Festival Fringe d'Édimbourg.
|  |